# Зачулымский сельсовет
Зачулымский сельсовет — сельское поселение в Бирилюсском районе Красноярского края.
Административный центр — село Зачулымка.

## Население
| 2010 | 2012 | 2013 | 2014 | 2015 | 2016 | 2017 |
| ---- | ---- | ---- | ---- | ---- | ---- | ---- |
| 236  | ↘223 | ↘212 | ↘201 | ↘181 | ↘180 | ↘165 |
| 2018 | 2019 | 2020 | 2021 |      |      |      |
| ↘155 | ↘153 | ↘145 | ↘129 |      |      |      |

## Состав сельского поселения
| № | Населённый пункт | Тип населённого пункта       | Население |
| - | ---------------- | ---------------------------- | --------- |
| 1 | Зачулымка        | село, административный центр | 129       |
| 2 | Монастырка       | деревня                      | 34        |
| 3 | Нижний Тюхтет    | деревня                      | 5         |
| 4 | Сахарное         | деревня                      | 50        |
| 5 | Таачек           | деревня                      | 18        |

В 2021 году упразднена деревня Угол Покровки.

## Местное самоуправление
Зачулымский сельский Совет депутатов
Дата избрания: 14.03.2010. Срок полномочий: 5 лет. Количество депутатов: 7
Глава муниципального образования
- Богданова Лариса Александровна. Дата избрания: 14.03.2010. Срок полномочий: 5 лет